# Сланко В'ячеслав Анатолійович
Сланко В'ячеслав Анатолійович (нар. 1 лютого 1947, Київ — пом. 11 вересня 2018, Київ) — радянський, український актор театру і кіно. Заслужений артист України (1994).

## Життєпис
Завершив навчання в середній загальноосвітній школі № 138 у Києві.
Закінчив Київський державний інститут театрального мистецтва ім. І. Карпенка-Карого (1969, курс В. Неллі).
Після інституту 15 років працював в Київському російському драматичному театрі імені Лесі Українки (спектакль «Діти Ванюшина» (Олексій) та ін.).
Був провідним актором Молодого театру з 1983 по 2008 роки, знімався в кіно та телесеріалах (переважно ролі другого плану).
Вів радіопрограму «Від суботи до суботи».

Могила В'ячеслава Сланко

Помер 11 вересня 2018 року у Києві. Похований на Байковому кладовищі.

## Фільмографія
Грав у фільмах: 
- «Ефект Ромашкіна» (1973; в титрах — Н. Сланко)
- «Р. В. С.» (1977, червоний командир)
- «Біла тінь» (1979, Бабенко)
- «Довгі дні, короткі тижні...» (1980)
- «Сад Гетсиманський» (1993)
- «Царівна» (1994, Маєвський)
- «Акваріум» (1995)
- «Роксолана» (1997, т/с, «Дружина Халіфа»)
- «Як гартувалася сталь» (1999, полковник Голуб)
- «Роксолана. Володарка імперії» (2003, т/с, Грітті)
- «Попіл Фенікса» (2004, епізод)
- «Дев'ять життів Нестора Махна» (2006, епізод)
- «Богдан-Зиновій Хмельницький» (2006)
- «Повернення Мухтара» (2006)
- «Опер Крюк» (2006, Чижов)
- «За все тобі дякую-2» (2006)
- «П'ять хвилин до метро» (2006, епізод)
- «Мертвий, живий, небезпечний» (2006, Ковальов)
- «Театр приречених» (2006, епізод)
- «Чужі таємниці» (2007)
- «1941» (2009)
- «Повернення Мухтара-5» (2009)
- «Брат за брата» (2010)
- «Земля забуття» (2011)
- «Биття серця» (2011, Борис Сергійович)
- «Повернення Мухтара-7» (2011)
- «Лють» (2011, Волков)
- «Я прийду сама» (2011—2012)
- «Повернення Мухтара-8» (2012)
- «Синдром дракона» (2012)
- «Наречена мого друга» (2012, Анатолій Георгійович)
- «Порох і дріб» (2012, Бєлогорський)
- «Звичайна справа» (2013) та ін.

Озвучування:
- «Таємниці Межигір'я» (1993, док. фільм, «Укртелефільм», реж. В. Соколовський) — читає текст за кадром